# 22e étape (a) du Tour de France 1966
La 22e étape (a) du Tour de France 1966 est une demi-étape qui a eu lieu le jeudi 14 juillet 1966 entre Orléans et Rambouillet, en France, sur une distance de 111 km. Elle a été remportée par le Belge Edward  Sels. Le Français Lucien Aimar conserve le maillot jaune.

## Classement de l'étape
| \| Classement de l'étape \| Classement de l'étape \| Classement de l'étape \| Classement de l'étape \| Classement de l'étape \| \| Coureur \| Coureur \| Pays \| Équipe \| Temps \| \| --------------------- \| --------------------- \| --------------------- \| --------------------- \| --------------------- \| \| 1er \| Edward Sels \| Belgique \| Solo-Superia \| \| \| 2e \| Gerben Karstens \| Pays-Bas \| Televizier-Batavus \| \| \| 3e \| Henk Nijdam \| Pays-Bas \| Televizier-Batavus \| \| \| 4e \| Georges Vandenberghe \| Belgique \| Roméo-Smith's \| \| \| 5e \| Willy Planckaert \| Belgique \| Roméo-Smith's \| \| \| 6e \| Frans Brands \| Belgique \| Roméo-Smith's \| \| \| 7e \| Michel Grain \| France \| \| \| \| 8e \| Rik Wouters \| Pays-Bas \| \| \| \| 9e \| Herman Vrancken \| Belgique \| Dr. Mann-Grundig \| \| \| 10e \| Christian Raymond \| France \| \| \| |                      |          |                    |       |
| |                      |          |                    |       |
| |                      |          |                    |       |
| Classement de l'étape |                      |          |                    |       |
| Coureur | Coureur              | Pays     | Équipe             | Temps |
| 1er | Edward Sels          | Belgique | Solo-Superia       |       |
| 2e | Gerben Karstens      | Pays-Bas | Televizier-Batavus |       |
| 3e | Henk Nijdam          | Pays-Bas | Televizier-Batavus |       |
| 4e | Georges Vandenberghe | Belgique | Roméo-Smith's      |       |
| 5e | Willy Planckaert     | Belgique | Roméo-Smith's      |       |
| 6e | Frans Brands         | Belgique | Roméo-Smith's      |       |
| 7e | Michel Grain         | France   |                    |       |
| 8e | Rik Wouters          | Pays-Bas |                    |       |
| 9e | Herman Vrancken      | Belgique | Dr. Mann-Grundig   |       |
| 10e | Christian Raymond    | France   |                    |       |

## Classements à l'issue de l'étape

### Classement général
| \| Classement général \| Classement général \| Classement général \| Classement général \| Classement général \| \| Coureur \| Coureur \| Pays \| Équipe \| Temps \| \| ------------------ \| ---------------------- \| ------------------ \| ------------------------ \| ------------------ \| \| 1er \| Lucien Aimar \| France \| Ford France-Hutchinson \| \| \| 2e \| Jan Janssen \| Pays-Bas \| Pelforth-Sauvage-Lejeune \| \| \| 3e \| Marcello Mugnaini \| Italie \| Filotex \| \| \| 4e \| José Antonio Momeñe \| Espagne \| Kas-Kaskol \| \| \| 5e \| Raymond Poulidor \| France \| Mercier-BP-Hutchinson \| \| \| 6e \| Karl-Heinz Kunde \| Allemagne \| Peugeot-BP-Michelin \| \| \| 7e \| Herman Vanspringel \| Belgique \| Dr. Mann-Grundig \| \| \| 8e \| Francisco Gabica \| Espagne \| Kas-Kaskol \| \| \| 9e \| Roger Pingeon \| France \| Peugeot-BP-Michelin \| \| \| 10e \| Martin Van Den Bossche \| Belgique \| Roméo-Smith's \| \| |                        |           |                          |       |
| |                        |           |                          |       |
| |                        |           |                          |       |
| Classement général |                        |           |                          |       |
| Coureur | Coureur                | Pays      | Équipe                   | Temps |
| 1er | Lucien Aimar           | France    | Ford France-Hutchinson   |       |
| 2e | Jan Janssen            | Pays-Bas  | Pelforth-Sauvage-Lejeune |       |
| 3e | Marcello Mugnaini      | Italie    | Filotex                  |       |
| 4e | José Antonio Momeñe    | Espagne   | Kas-Kaskol               |       |
| 5e | Raymond Poulidor       | France    | Mercier-BP-Hutchinson    |       |
| 6e | Karl-Heinz Kunde       | Allemagne | Peugeot-BP-Michelin      |       |
| 7e | Herman Vanspringel     | Belgique  | Dr. Mann-Grundig         |       |
| 8e | Francisco Gabica       | Espagne   | Kas-Kaskol               |       |
| 9e | Roger Pingeon          | France    | Peugeot-BP-Michelin      |       |
| 10e | Martin Van Den Bossche | Belgique  | Roméo-Smith's            |       |